# 暖暖区

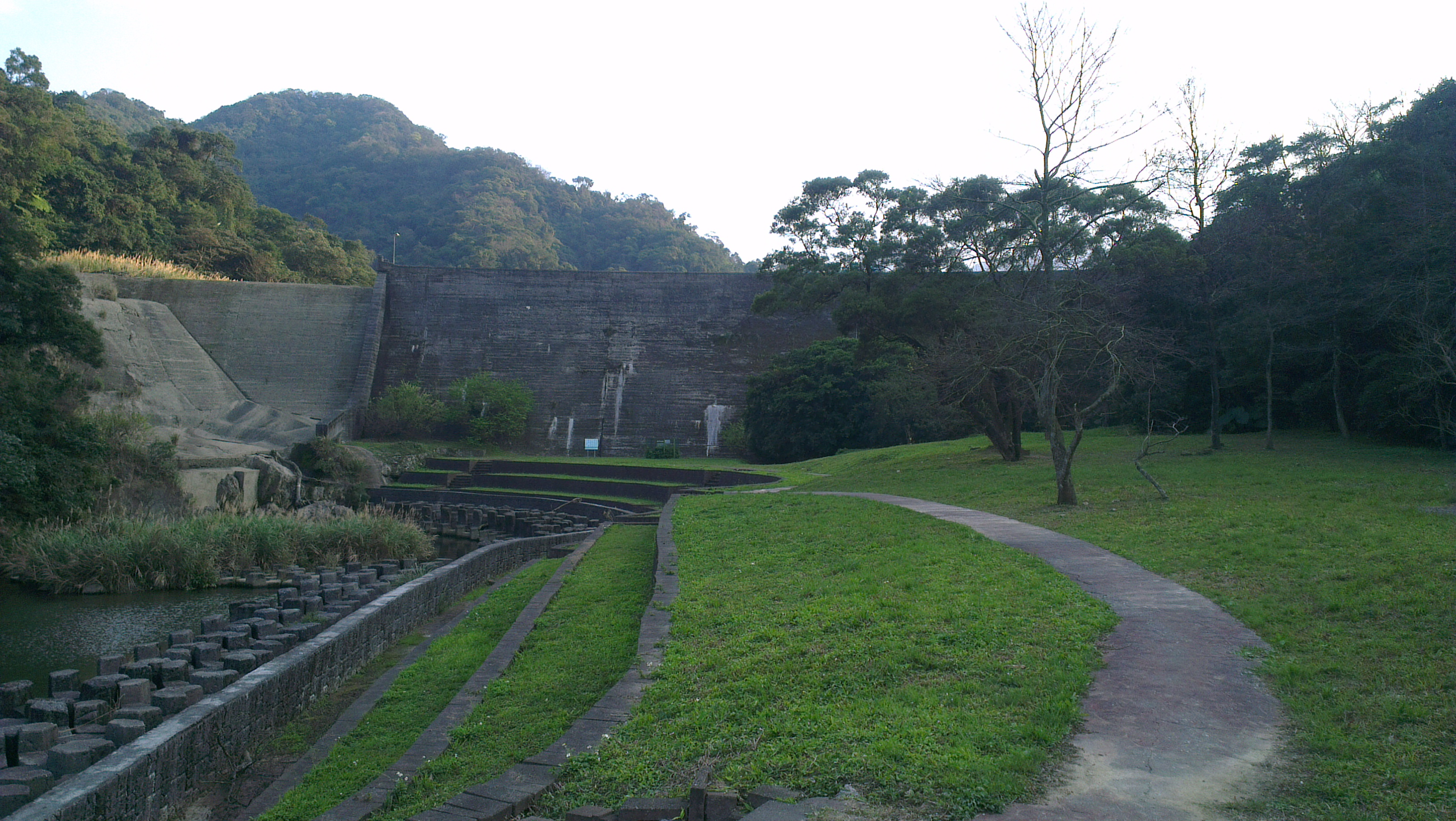
西勢ダム

暖暖区（ヌアンヌアン/だんだん-く）は基隆市の市轄区。

## 歴史
清代の暖暖区は台北府4堡の中の一つ「石碇堡」の中心地であった。1895年に日本による統治が開始されると、台北県基隆支庁の管轄下に置かれ、1913年に基隆庁管轄下の第20区となった。1920年、台湾に知事制度が施行されると、五堵、瑪陵、暖暖の3区が合併し、七堵庄として台北州基隆郡の管轄に置かれた。
1945年、中華民国の統治下になると庄を郷、郡を区署と改め、暖暖は台北県基隆区七堵郷と改められた。その後暖暖八堵の民衆より基隆市への帰属と暖暖区設立の要望が出され、1947年1月18日、七堵郷は基隆市に移管している。1949年2月1日、七堵区内の八堵、暖暖地区の7里設を以って暖暖区が新設され現在に至る。 

## 行政区域
| 里 |
| --- |
| 暖暖里、暖同里、暖西里、暖東里、八堵里、八中里、八西里、八南里、過港里、碇内里、碇祥里、碇安里、碇和里 |

## 教育

### 高級中学
- 国立基隆高級中学
- 基隆市立暖暖高級中学

### 国民中学
- 基隆市立碇内国民中学

### 国民小学
- 基隆市立八堵国民小学
- 基隆市立暖江国民小学
- 基隆市立暖暖国民小学
- 基隆市立碇内国民小学

## 観光
- 西勢ダム（中国語版）湖
- 暖江橋甌穴群
- 暖東峡谷（中国語版）